# Liste der Städte und Gemeinden in Hessen

Die 421 hessischen Kommunen mit ihren Gemeindegrenzen

Die Liste der Städte und Gemeinden in Hessen enthält die Gemeinden (und Städte) im Land Hessen in der Bundesrepublik Deutschland, die Städte führen zwar eine eigene Bezeichnung, sie sind aber rechtlich ebenfalls Gemeinden.
Es bestehen insgesamt
- 421 politisch selbständige Gemeinden (Stand: 1. Januar 2023).[1]

Diese verteilen sich wie folgt:
- 191 Städte, darunter
  - 5 kreisfreie Städte,
  - 7 kreisangehörige Städte mit Sonderstatus,
- 230 übrige selbständige Gemeinden.

Zudem existiert seit 2015 der Gemeindeverwaltungsverband Feldatal-Grebenau-Romrod-Schwalmtal.
Ferner existieren vier gemeindefreie Gebiete (siehe unten).

## Städte
5 kreisfreie Städte:
- Darmstadt
- Frankfurt am Main
- Kassel
- Offenbach am Main
- Wiesbaden, Landeshauptstadt

7 kreisangehörige Städte mit Sonderstatus:
- Bad Homburg vor der Höhe
- Fulda
- Gießen
- Hanau
- Marburg
- Rüsselsheim am Main
- Wetzlar

## Städte und Gemeinden
Alle politisch selbständigen Städte und Gemeinden Hessens (Städte sind fett dargestellt):

### A
| - Aarbergen - Abtsteinach - Ahnatal - Alheim - Allendorf (Eder) | - Allendorf (Lumda) - Alsbach-Hähnlein - Alsfeld - Altenstadt | - Amöneburg - Angelburg - Antrifttal - Aßlar |

### B
| - Babenhausen - Bad Arolsen - Bad Camberg - Bad Emstal - Bad Endbach - Bad Hersfeld - Bad Homburg v.d. Höhe - Bad Karlshafen - Bad König - Bad Nauheim - Bad Orb - Bad Salzschlirf - Bad Schwalbach - Bad Soden am Taunus - Bad Soden-Salmünster - Bad Sooden-Allendorf - Bad Vilbel - Bad Wildungen | - Bad Zwesten - Battenberg (Eder) - Baunatal - Bebra - Bensheim - Berkatal - Beselich - Biblis - Bickenbach - Biebergemünd - Biebertal - Biebesheim am Rhein - Biedenkopf - Birkenau - Birstein - Bischoffen - Bischofsheim - Borken (Hessen) | - Brachttal - Braunfels - Brechen - Breidenbach - Breitenbach a. Herzberg - Breitscheid - Brensbach - Breuberg - Breuna - Brombachtal - Bruchköbel - Büdingen - Bürstadt - Büttelborn - Burghaun - Burgwald - Buseck - Butzbach |

### C
| - Calden | - Cölbe | - Cornberg |

### D
| - Darmstadt - Dautphetal - Dieburg - Diemelsee | - Diemelstadt - Dietzenbach - Dietzhölztal - Dillenburg | - Dipperz - Dornburg - Dreieich - Driedorf |

### E
| - Ebersburg - Ebsdorfergrund - Echzell - Edermünde - Edertal - Egelsbach - Ehrenberg (Rhön) - Ehringshausen | - Eichenzell - Einhausen - Eiterfeld - Elbtal - Eltville am Rhein - Elz - Eppertshausen - Eppstein | - Erbach - Erlensee - Erzhausen - Eschborn - Eschenburg - Eschwege - Espenau |

### F
| - Feldatal - Felsberg - Fernwald - Fischbachtal - Flieden - Flörsbachtal - Flörsheim am Main - Florstadt | - Fränkisch-Crumbach - Frankenau - Frankenberg (Eder) - Frankfurt am Main - Freiensteinau - Freigericht - Friedberg (Hessen) - Friedewald | - Friedrichsdorf - Frielendorf - Fritzlar - Fronhausen - Fürth - Fulda - Fuldabrück - Fuldatal |

### G
| - Gedern - Geisenheim - Gelnhausen - Gemünden (Felda) - Gemünden (Wohra) - Gernsheim - Gersfeld (Rhön) - Gießen - Gilserberg - Ginsheim-Gustavsburg - Gladenbach | - Glashütten - Glauburg - Gorxheimertal - Grävenwiesbach - Grasellenbach - Grebenau - Grebenhain - Grebenstein - Greifenstein - Griesheim - Großalmerode | - Groß-Bieberau - Großenlüder - Groß-Gerau - Großkrotzenburg - Groß-Rohrheim - Groß-Umstadt - Groß-Zimmern - Grünberg - Gründau - Gudensberg - Guxhagen |

### H
| - Habichtswald - Hadamar - Haiger - Haina (Kloster) - Hainburg - Hammersbach - Hanau - Hasselroth - Hattersheim am Main - Hatzfeld (Eder) - Hauneck - Haunetal - Heidenrod - Helsa | - Heppenheim (Bergstraße) - Herborn - Herbstein - Heringen (Werra) - Herleshausen - Hessisch Lichtenau - Heuchelheim a. d. Lahn - Heusenstamm - Hilders - Hirschhorn (Neckar) - Hirzenhain - Hochheim am Main - Höchst i. Odw. - Hofbieber | - Hofgeismar - Hofheim am Taunus - Hohenahr - Hohenroda - Hohenstein - Homberg (Efze) - Homberg (Ohm) - Hosenfeld - Hünfeld - Hünfelden - Hünstetten - Hüttenberg - Hungen |

### I
| - Idstein | - Immenhausen |

### J
| - Jesberg | - Jossgrund |

### K
| - Kalbach - Karben - Kassel - Kaufungen - Kefenrod - Kelkheim (Taunus) | - Kelsterbach - Kiedrich - Kirchhain - Kirchheim - Kirtorf - Knüllwald | - Königstein im Taunus - Körle - Korbach - Kriftel - Kronberg im Taunus - Künzell |

### L
| - Lahnau - Lahntal - Lampertheim - Langen (Hessen) - Langenselbold - Langgöns - Laubach - Lauterbach (Hessen) - Lautertal (Odenwald) - Lautertal (Vogelsberg) | - Leun - Lich - Lichtenfels - Liebenau - Liederbach am Taunus - Limburg a.d. Lahn - Limeshain - Linden - Lindenfels | - Linsengericht - Löhnberg - Lohfelden - Lohra - Lollar - Lorch - Lorsch - Ludwigsau - Lützelbach |

### M
| - Mainhausen - Maintal - Malsfeld - Marburg - Meinhard - Meißner - Melsungen - Mengerskirchen, Marktflecken | - Merenberg, Marktflecken - Messel - Michelstadt - Mittenaar - Modautal - Mörfelden-Walldorf - Mörlenbach - Morschen | - Mossautal - Mücke - Mühlheim am Main - Mühltal - Münchhausen - Münster (Hessen) - Münzenberg |

### N
| - Nauheim - Naumburg - Neckarsteinach - Nentershausen - Neu-Anspach - Neuberg - Neu-Eichenberg - Neuenstein | - Neuental - Neuhof - Neu-Isenburg - Neukirchen - Neustadt (Hessen) - Nidda - Niddatal - Nidderau | - Niedenstein - Niederaula - Niederdorfelden - Niedernhausen - Nieste - Niestetal - Nüsttal |

### O
| - Oberaula - Ober-Mörlen - Ober-Ramstadt - Obertshausen | - Oberursel (Taunus) - Oberzent - Oestrich-Winkel - Offenbach am Main | - Ortenberg - Ottrau - Otzberg |

### P
| - Petersberg - Pfungstadt | - Philippsthal (Werra) - Pohlheim | - Poppenhausen (Wasserkuppe) |

### R
| - Rabenau - Ranstadt - Rasdorf - Raunheim - Rauschenberg - Reichelsheim (Odenwald) - Reichelsheim (Wetterau) - Reinhardshagen - Reinheim | - Reiskirchen - Riedstadt - Rimbach - Ringgau - Rockenberg - Rodenbach - Rodgau - Rödermark - Romrod | - Ronneburg - Ronshausen - Rosbach v.d. Höhe - Rosenthal - Roßdorf - Rotenburg a.d. Fulda - Rüdesheim am Rhein - Rüsselsheim am Main - Runkel |

### S
| - Schaafheim - Schauenburg - Schenklengsfeld - Schlangenbad - Schlitz - Schlüchtern - Schmitten im Taunus - Schöffengrund - Schöneck - Schotten - Schrecksbach | - Schwalbach am Taunus - Schwalmstadt - Schwalmtal - Schwarzenborn - Seeheim-Jugenheim - Seligenstadt - Selters (Taunus) - Siegbach - Sinn - Sinntal - Söhrewald | - Solms - Sontra - Spangenberg - Stadtallendorf - Staufenberg - Steffenberg - Steinau an der Straße - Steinbach (Taunus) - Stockstadt am Rhein - Sulzbach (Taunus) |

### T
| - Tann (Rhön) - Taunusstein | - Trebur - Trendelburg | - Twistetal |

### U
| - Ulrichstein | - Usingen |

### V
| - Vellmar - Viernheim | - Villmar, Marktflecken - Vöhl | - Volkmarsen |

### W
| - Wabern - Wächtersbach - Waldbrunn (Westerwald) - Waldeck - Waldems - Waldkappel - Wald-Michelbach - Waldsolms - Walluf - Wanfried - Wartenberg | - Wehretal - Wehrheim - Weilburg - Weilmünster, Marktflecken - Weilrod - Weimar (Lahn) - Weinbach - Weißenborn - Weiterstadt - Wesertal - Wettenberg | - Wetter (Hessen) - Wetzlar - Wiesbaden - Wildeck - Willingen (Upland) - Willingshausen - Witzenhausen - Wölfersheim - Wöllstadt - Wohratal - Wolfhagen |

### Z
| - Zierenberg | - Zwingenberg |

## Gemeindefreie Gebietein Hessen (unbewohnt)
- Gutsbezirk Kaufunger Wald, (ca. 5032 ha), Werra-Meißner-Kreis
- Gutsbezirk Reinhardswald, (ca. 18258 ha), Landkreis Kassel
- Gutsbezirk Spessart, (ca. 8930 ha), Main-Kinzig-Kreis
- Michelbuch, (ca. 485 ha), Landkreis Bergstraße